# 中居ウエンツとアウトエイジ
『中居ウエンツとアウトエイジ』（なかいウエンツとアウトエイジ）は、日本テレビで2021年10月3日23:00 - 23:55に放送のバラエティ番組であり、中居正広とウエンツ瑛士の冠番組である。

## 出演

### MC
- 中居正広
- ウエンツ瑛士

### 進行
- 石川みなみ（日本テレビアナウンサー）

## スタッフ
- 企画・演出：大納啓汰
- 構成：加藤淳一郎、鈴木遼、高柳浩平
- TM：望月達史
- SW：鎌倉和由
- CAM：大庭茂嗣
- MIX：蔭山友紀子
- VE：塩原和益
- 照明：粂野高央
- 編集：田代陸（ヌーベルアージュ）
- MA：大江拓也（ヌーベルアージュ）
- 音効：小田切暁
- 美術プロデューサー：滋田由布子
- デザイン：高井美貴
- CG：ホットジパング
- 技術協力：NiTRo、日放
- 美術協力：日テレアート
- 協力：アフロ
- リサーチ：利光宏治
- TK：奈良里見
- デスク：兒島理佳子
- ディレクター：今村光宏、加藤昌義、谷口顕、冨永恵也/前上門周汰、水戸部太樹、吉田弘一、刀祢平翔太、出原逸
- プロデューサー：杉山直樹/三浦佳憲、笠原裕、佐藤雄、中島聡子/坂田景子、吉田翔
- チーフプロデューサー：原司
- 制作協力：ZION、AX-ON
- 製作著作：日テレ